# Тупик (тип вулиці)

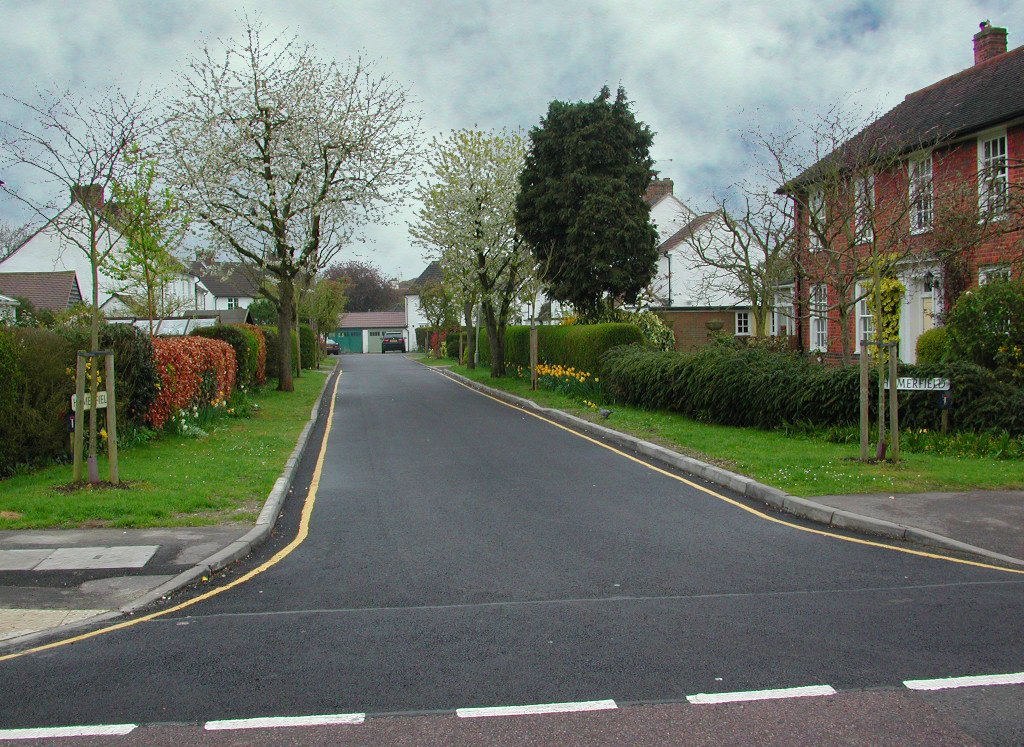
Короткий тупик у Велвін Гарден Сіті

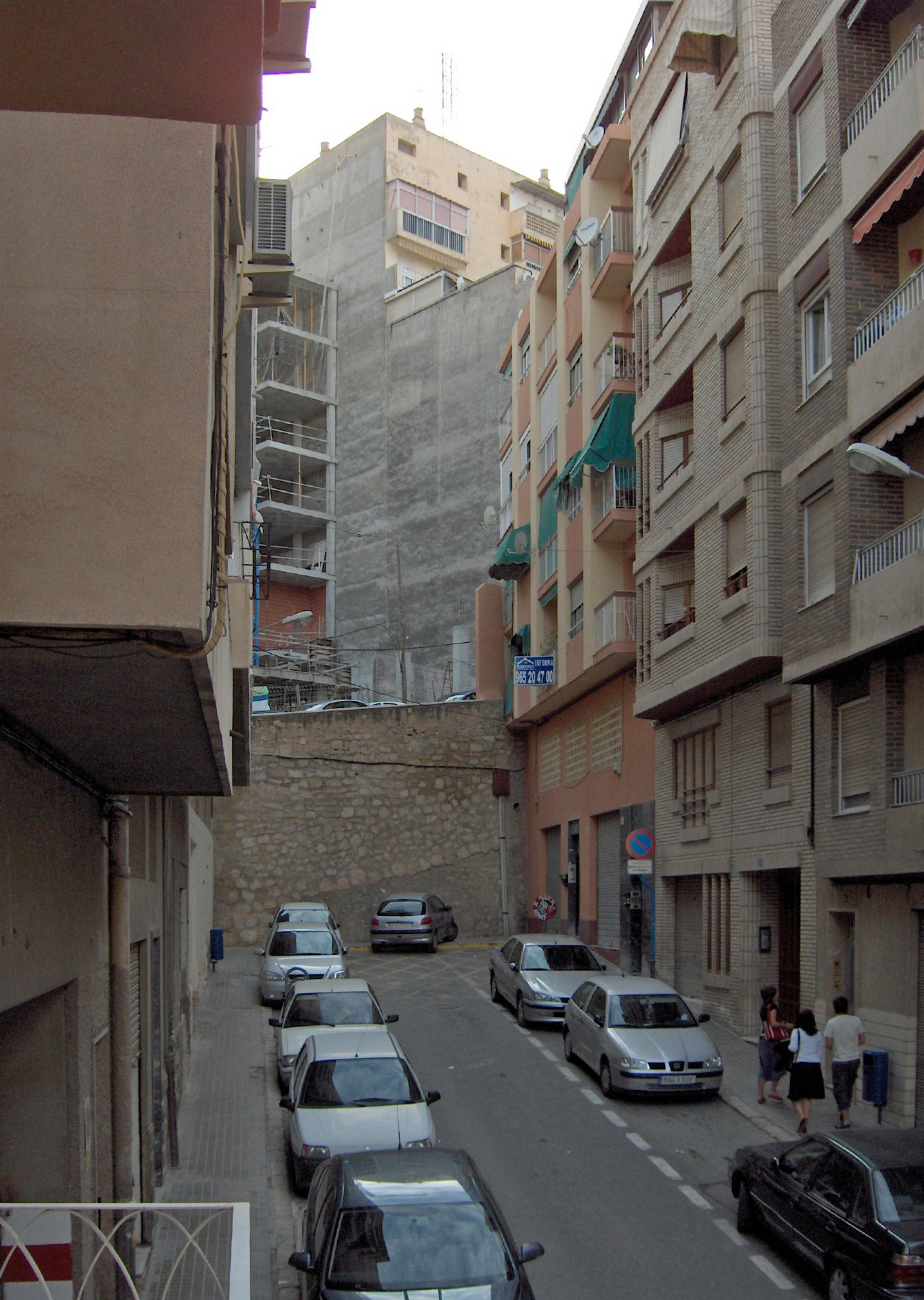
Тупик в Аліканте, Валенсія, Іспанія

Тупик, також відомий як глухий кут — вулиця, яка має тільки один вхід або вихід.
Глухі кути створюються в містобудуванні для обмеження наскрізного проїзду в житлових районах. Хоча деякі тупики не передбачають жодного можливого проїзду, крім в'їзду на дорогу та виїзду з неї, інші дозволяють велосипедистам, пішоходам або іншому не автомобільному рухові проходити через з'єднувальні сервітути або доріжки, приклад фільтрованої прохідності. Міжнародна федерація пішоходів запропонувала називати такі вулиці «живими кінцевими вулицями» та забезпечити знаки при в'їзді на вулиці, які дозволять зрозуміти її прохідність для пішоходів та велосипедистів. Її застосування залишає основну функцію тупика як непрохідну дорогу, але яка встановлює зв'язок з пішохідною та велосипедною мережами.

## Історія

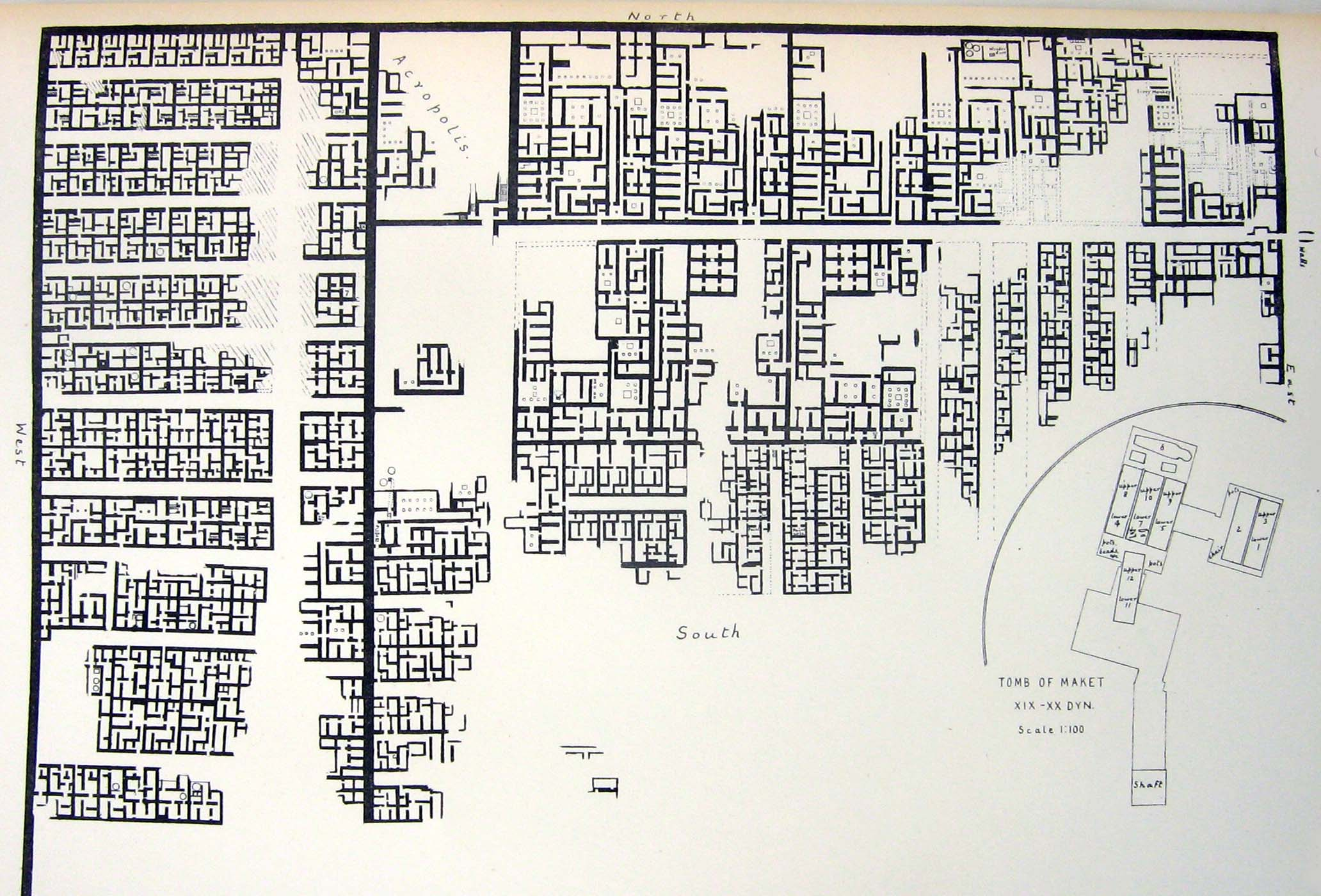
Село робітників на ділянці піраміди Ель-Лахун

Найдавніші зразки тупиків знайдені в селі робітників Ель-Лахун в Єгипті, яке було побудоване близько 1885 р. до н. е. Село прокладено прямими вулицями, які перетинаються під прямим кутом, схожими на сітку, але з меншою регулярністю. У західній частині розкопаного села, де мешкали робітники, зображено п'ятнадцять вузьких та коротких тупиків, які знаходяться перпендикулярно з обох боків ширшої вулиці; всі перериваються біля огороджувальних стін.

Тупикові вулиці також з'явилися в класичний період Афін та Риму. Архітектор та планувальник 15-го Леон-Баттіста Альберті в своїх працях наводить на думку, що тупикові вулиці, можливо, використовувалися в античності навмисно для цілей оборони. Він пише: 
 Древні у всіх містах бажали мати кілька заплутаних Шляхів і повернутих Вулиць [тобто тупики або петлі], через які не можна пройти, у випадку, якщо Ворог потрапляє в них, він може зазнати втрати і бути в розгубленості і невизначеності; або якщо він сміливо наступає, може бути легко знищений. 
 Таку ж думку висловлює і давніший мислитель Арістотель, коли він критикував Іпподайську сітку: 
 … але для безпеки на війні [домовленість є більш корисною, якщо вона спланована] в протилежному [способі], як це було раніше. Тому що іноземним військам важко вступити в [домовленості] і знайти шлях, під час атаки. 
 У Великій Британії їх раннє існування передбачається Законом про охорону здоров'я 1875 р., який забороняв їх використання в нових розробках.

Дедуктивні докази їхнього попереднього використання також можна отримати з тексту німецького архітектора Рудольфа Еберштадта, що пояснює їх призначення та користь: 
 У наших середньовічних містах ми демонструємо дуже похвальні методи вирубки площі землі. Я мушу тут зазначити, що утримувати рух житлових вулиць необхідно не лише в інтересах населення, але, перш за все, заради дітей, здоров'я яких (серед робітничих класів) в основному залежить від можливості пересування поблизу зі своїми мешканнями, без небезпеки потрапити під машину. У більш ранні періоди рух транспорту виключався з житлових вулиць просто воротами або за допомогою глухого кута. 
 Саме у Британії вперше були легалізовані тупикову вулиці, актом 1906 року про передмістя саду Хемпстед. Прихильники закону, Реймон Анвін та Баррі Паркер, отримали таким чином дозвіл на введення тупиків у своїх наступних планах ділянки, і вони рекламували його як відповідний тип вулиць для садового передмістя. Використання тупиків Анвіном завжди включали пішохідні доріжки, незалежні від дорожньої мережі. Ця конструктивна особливість відображає перевагу руху пішоходів у місцевих поїздках на межі XX століття та попереджує поточне планування приорітетів для підвищення доступу для пішоходів. Акт 1906 р. Визначив сутність тупиків як непрохідну дорогу і обмежив її довжину до 500 футів (150 м). У садових містах Великої Британії, які слідували за Хемпстедом, такі як Велвін Гарден Сіті, є тупики (див. фото).
У 1920-х роках рух міст-садів почав розповсюджуватися у Сполучених Штатах, а разом із цим і його елементи дизайну, такі як тупики. Кларенс Штейн, головний прихильник руху, включив його до підрозділу Радберн, Нью-Джерсі, який мав стати моделлю для подальшого розвитку району. Федеральне управління житлової нерухомості країни рекомендувало та сприяло їх використанню через свої керівні принципи 1936 р. та силу фондів розвитку кредитування.
У Канаді в 1947 році був побудований варіант плану Штейна Радберна 1929 року, який використовував півмісяці (петлі) замість тупиків: парк Вілдвуд, Вінніпег, розроблений Хубертом Бердом. У 1954 році центральна корпорація іпотечного кредиту і житлового будівництва опублікувала власні керівні принципи, в яких тупик наполегливо рекомендується для місцевих вулиць, і, так, Федеральне управління житлової нерухомості країни в США використало свою позикову силу, щоб побачити її включення до планів розвитку. Селище Варсіті і Бресайд, підрозділи в Калгарі, Альберта, також використовували модель Радберна в кінці 1960-х.
У 1960-х роках культурна криза набула систематичного міжнародного застосування в нових запланованих містах, таких як Ісламабад Доксіадіс (1960). У Великій Британії нові міста, такі як Харлоу (1947), включили у свої макети тупики і півмісяці завдяки серу Фредеріку Гібберду та Мілтону Кейнсу (1967). Теоретики запропонували використати альтернативу тупикам. Перед усім, Крістофер Олександр та ін. у своїй книзі «Мова візерунка» 1977 р. (зразок № 49) пропонує використовувати петельні місцеві дороги, які зупиняються не різко. Хоча тупикові вулиці (тупики), відповідатимуть його визначенню петельних місцевих доріг Олександр припускає, що «тупики дуже погані з соціальної точки зору — вони спричиняють клаустрофобію, тому що існує лише один вихід». Доксіадіс додатково аргументував їх важливу роль у відлученні людини від машини.

### Позапланові тупики

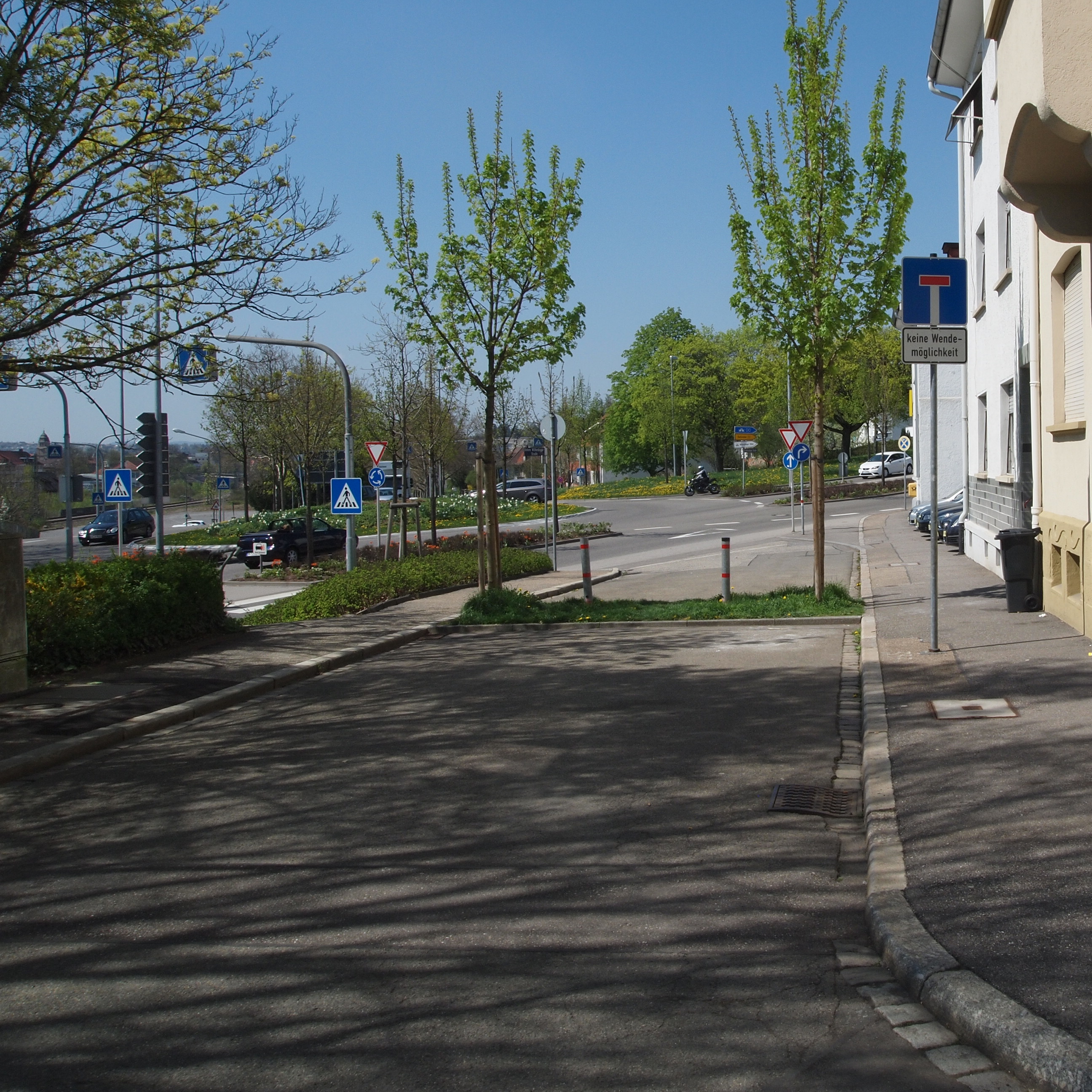
Дві тупики створені перекриттям дороги в центрі, щоб заблокувати рух транспорту

Спочатку позапланові тупики були створені в центрах міста, які викладені сіткою, перекриваючи рух транспорту. Цілі мікрорайонні вуличні реконструкції виникли в кількох містах, в основному зосереджених у Північній Америці та Великій Британії, до яких належать Берклі, Каліфорнія; Сіетл, Вашингтон; та Ванкувер, Британська Колумбія. Трансформація сіткових систем з 1970-х років обмежує доступ до існуючої дороги, яка була визначена як головна дорога, що дозволяє безперешкодно рухатися по ній, що полегшує проблеми мешканців.
Ця вибіркова, спорадична трансформація триває. Зі збільшенням обсягів руху та з часом, коли міста вирішують прибрати або зменшити рух на конкретних вулицях центральних районів, вулиці закриваються за допомогою тумб або ландшафтного дизайну, створюючи нові спочатку незаплановані тупики та створюючи нову функціональну суміш успадкованої сітки з новішими типами вулиць. Останнім варіантом обмеження трафіку є кероване закриття за допомогою висувних тумб, які активуються лише призначеними власників посвідчень. Однак, окрім автомобілів, вони також зупиняють швидку допомогу та інші аварійні машини, і їм часто не вистачає належного повороту.

## Приміське використання та переваги
З закінченням Другої світової війни нові підрозділи у США та Канаді, а також нові міста в Англії та інших країнах широко використовували типи вулиць, що складаються із тупика та півмісяця. Як правило, в підрозділі є одна або кілька центральних доріг з безліччю тупикових вулиць різної довжини, що відгалужуються від головних доріг, щоб заповнити землю підрозділу, дендритною або ієрархічною структурою. Починаючи з 1960-х років, ця структура є домінуючою структурою дорожньої мережі передмістя та околиць у США, Канаді та Австралії. Вона також стає все більш популярною у Латинській Америці, Західній Європі та Китаї. У цій схемі є лише кілька доріг (відносно кількості тупикових вулиць), що ведуть з підрозділу та в інші підрозділи або на основні дороги.
У США ці зміни можна пояснити бажанням забудовників нерухомості відповідати настановам Федеральне управління житлової нерухомості країни Федерального управління житлової нерухомості країни та надавати позики федеральним житлом своїм споживачам. У Канаді подібний стимул розробникам надала Канадська центральна корпорація іпотечного кредиту і житлового будівництва корпорації іпотечного кредиту і житлового будівництва. Стимули, які були припинені у 1970-х роках, дали початковий поштовх для застосування ієрархічної структури. В інших країнах таких стимулів не існує, і прийняття мотивоване споживчими уподобаннями.
Американське містобудування в 19 та на початку 20 століття наголошувало на системі сітки, частково без значної залежності від транспортування пішки, коней та трамваїв. У такій попередній міській забудові були включені алеї, щоб забезпечити доставку забруднених запасів, таких як вугілля, в задню частину будинків, які зараз опалюються електрикою, природним газом або нафтою.

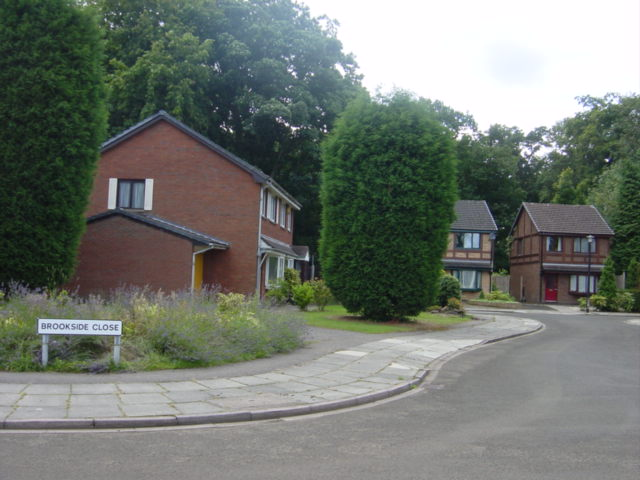
Бруксайд Клоуз в Ліверпулі використовувався виключно для зйомок мильної опери «Брукссайд» для 4 каналу.

Використання тупиків зменшує кількість руху автомобілів на житлових вулицях всередині підрозділу, зменшуючи тим самим шум, забруднення повітря та ймовірність аварій. Бен-Джозеф (1995) та Ловгрув/Сейд (2006) вказують на істотно менший коефіцієнт зіткнення вуличних мереж, що базується на вулиці тупикового типу. Дамба та Ре (2009) припускають, що структури землекористування відіграють важливу роль у безпеці руху та повинні розглядатися разом із мережевою структурою. У той час як усі типи перехрестя в цілому збільшують частоту смертельних аварій, чотиристоронні перехрестя, які рідко трапляються в мережі з тупиковими або петлевими вулицями, значно збільшують загальні та травмуючі аварії. Дослідження рекомендує гібридні вуличні мережі з щільною концентрацією Т-перехрестів і робить висновок, що повернення до сітки 19 століття є не бажаним.
Зниження трафіку, у свою чергу, слід вважати, знижує рівень злочинності та збільшує доцільність, оскільки в більшості випадків люди, які перетинають тупик, або живуть там, або є гостями тих, хто живе. Принципи планування CPTED передбачають посилення природного нагляду та почуття власності як засоби сприяння безпеці в мікрорайоні. Обидва ці явища природно трапляються на тупиковій вулиці, як і соціальні мережі. Вказівки щодо проектування, засновані на перспективі CPTED, рекомендують використовувати з цих причин.
Тупикові вулиці посилюють спонтанну активну діяльність на свіжому повітрі у дітей. Дослідження в Каліфорнії вивчало кількість дітей, що грають на свіжому повітрі, що відбувалося на вулицях мікрорайонів з різними характеристиками; сітчаста структура та тупик. Отримані результати свідчать про те, що тупик виявив істотне збільшення ігрової активності, ніж вулиці з сітчастою структурою. Тупик зменшує небезпеку від дорожнього руху, тим самим заохочуючи більшу грати на свіжому повітрі.
Подібні дослідження в Європі та Австралії показали, що гра на свіжому повітрі значно знижується на магістралях, де трафік сприймається батьками як ризик. Крім того, вони підтвердили результати основного дослідження Дональда Апплеярда 1982 року, яке показало негативну кореляцію між кількістю трафіку та соціальних мереж. Зворотна кореляція між кількістю руху та комунікабельністю вулиць була підтверджена новим дослідженням, яке повторило аналіз Апплеярда у Сан-Франциско в Бристолі, Велика Британія. Це показало, що тупикова вулиця з найменшим трафіком із трьох вулиць мала найвищий рівень соціальної взаємодії.
Дослідження рекомендують застосовувати тупики або сильні засоби заспокоєння руху. Коли тупики пов'язані між собою пішохідними та велосипедними доріжками, як, наприклад, у Вабані, Фрайбургу та Сільських будинках у Девісі, Каліфорнія, вони можуть посилити активні режими мобільності серед своїх жителів.
Забудовники нерухомості віддають перевагу тупикам, оскільки вони дозволяють будівельникам прилаштувати більше будинків до ділянок землі та полегшити забудову до країв річок та ліній власності. Вони також обирають сітчасті структури тупикових вулиць та кільцеві вулиці, через значну економію інфраструктурних витрат порівняно з сітчастою системою.
З точки зору навколишнього середовища, тупики забезпечують більшу гнучкість, ніж розповсюджена сітка в адаптації до природних класів ділянки та до їх екологічно чутливих особливостей, таких як струмки річки та ріст лісу.
Затребуваність тупикового типу вулиці серед покупців житла випливає з доказів того, що вони часто платять до 20 % премії за будинок на такій вулиці, згідно з одним із досліджень. Це може бути тому, що там значно менше транспортного руху, що призводить до меншого шуму та зменшення фактичного чи сприйнятого ризику, посилення почуття спокою. Опитування мешканців трьох типів вулиць: тупик, кільцева вулиця та сквізна (сітка) зафіксували свої переваги серед цих типів. Він виявив, що 82 % мешканців тупиків віддавали перевагу власному типу вулиці, 18 % — петлі, а 0 % — сітці. Лише 13 % мешканців сквізних вулиць віддавали перевагу своєму типу, а 54 % обирали тупик. Два інші дослідження, про які повідомлялося у 1990 та 2009 роках відповідно, підтвердили тенденцію до зростання та визначили премію, якою розпоряджаються тупикові вулиці. Перше встановило 29 % премії сквізним вулицям. Друге, зосереджене на стежках та зелених зонах, виявило, що інші зручності, включаючи тупикові вулиці, значно підвищують вартість будинку.
Позитивні почуття, які може викликати тупикова вулиця та які цінують жителі, яскраво висловлені Алланом Джейкобсом, описуючи Рослін Плейс, короткий (250 фт [76 м]), вузький (60 фт [18 м]), щільно забудований (14 на акр [35 на гектар]), і вкритий деревом тупик у районі Шадісайд, Пітсбург, штат Пенсильванія: «Крок у Рослін Плйес, і ти ймовірно, відразу відчуєш, що ти знаходишся в місці, особливому місці, гарному місці, безпечному місці, гостинному місці, місці, де ти можеш бажати жити.» "…"вузькість і замкнутість і близькість приносять відчуття безпеки в Рослін Плейс… «Зупиніться на нашій вулиці» — це все, що діти повинні знати.
Житлові комплекси під охороною, кількість яких постійно збільшується у всьому світі, найчастіше знаходяться на тупикових та кільцевих вулицях, оскільки структура дендритів зменшує кількість магістралей, а отже, і відповідну кількість в'їздів і виїздів, які потрібно контролювати.

## Критика та дискусія

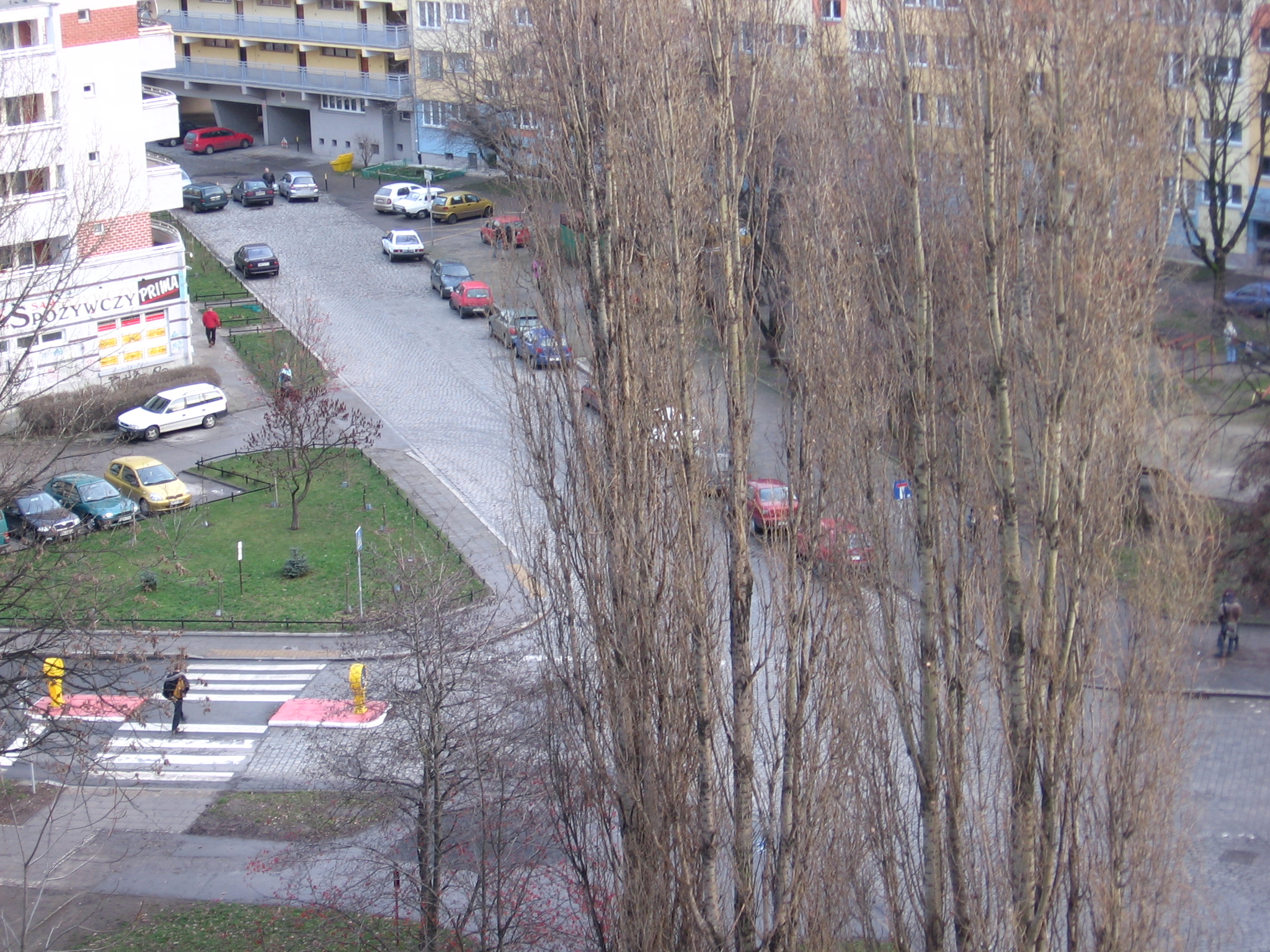
Тупик у Вроцлаві

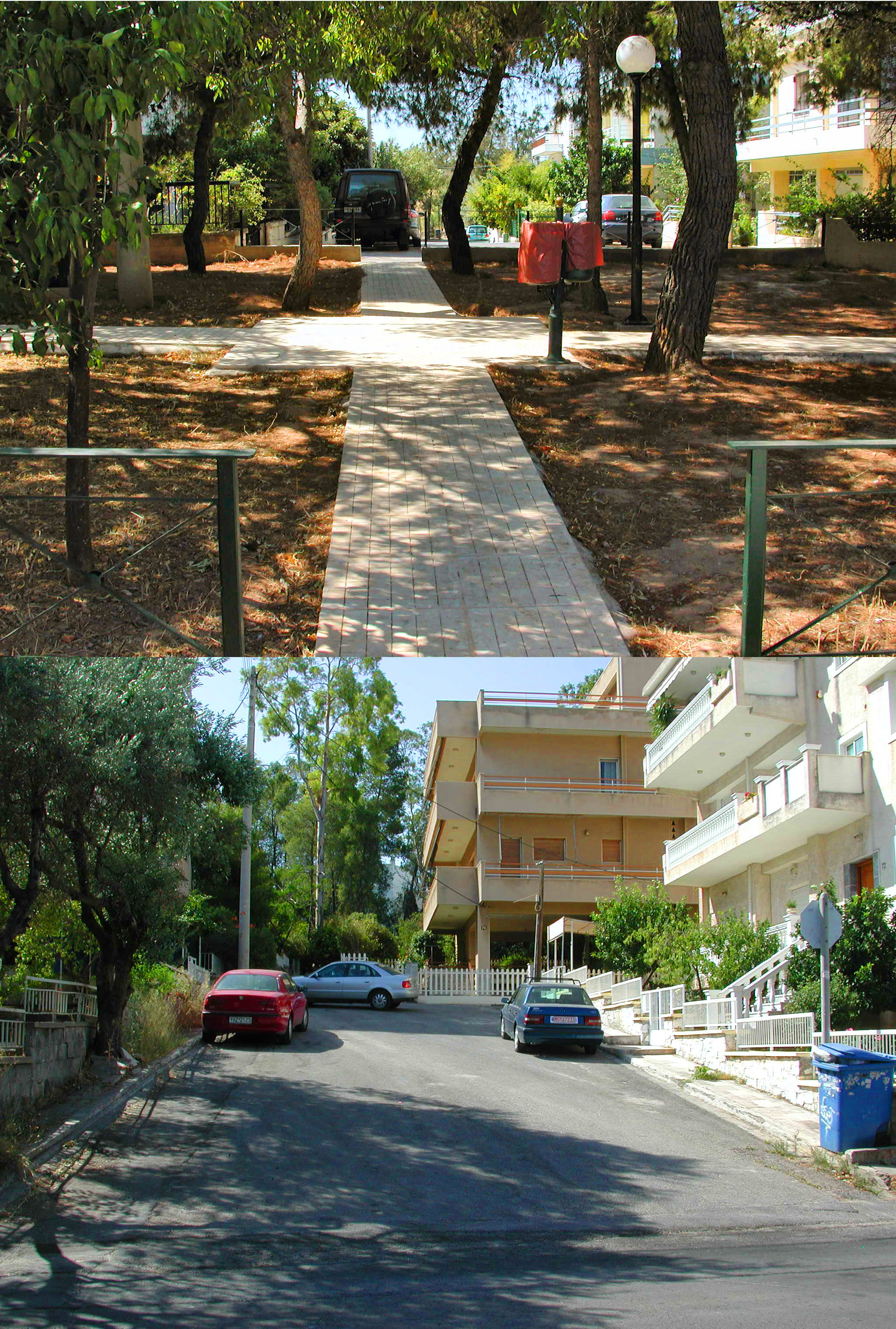
Одна з декількох коротких, вузьких тупикових вулиць Афін, Греція. На фотографіях зображено вулицю (внизу) та сполучну стежку до відповідної вулиці (вгорі)

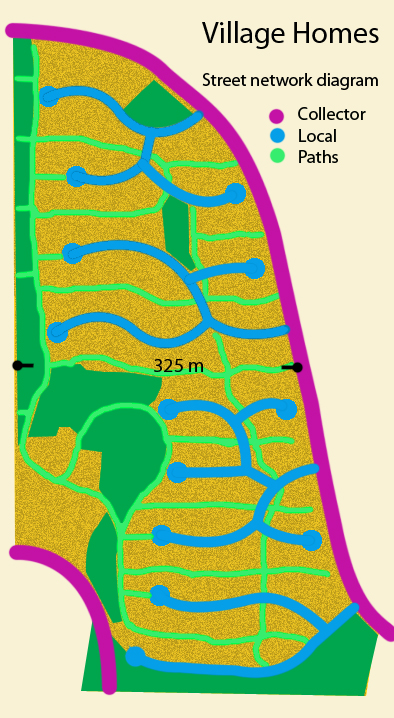
Діаграма, що показує вуличну та доріжкову мережу сільських будинків із пов'язаними тупиками

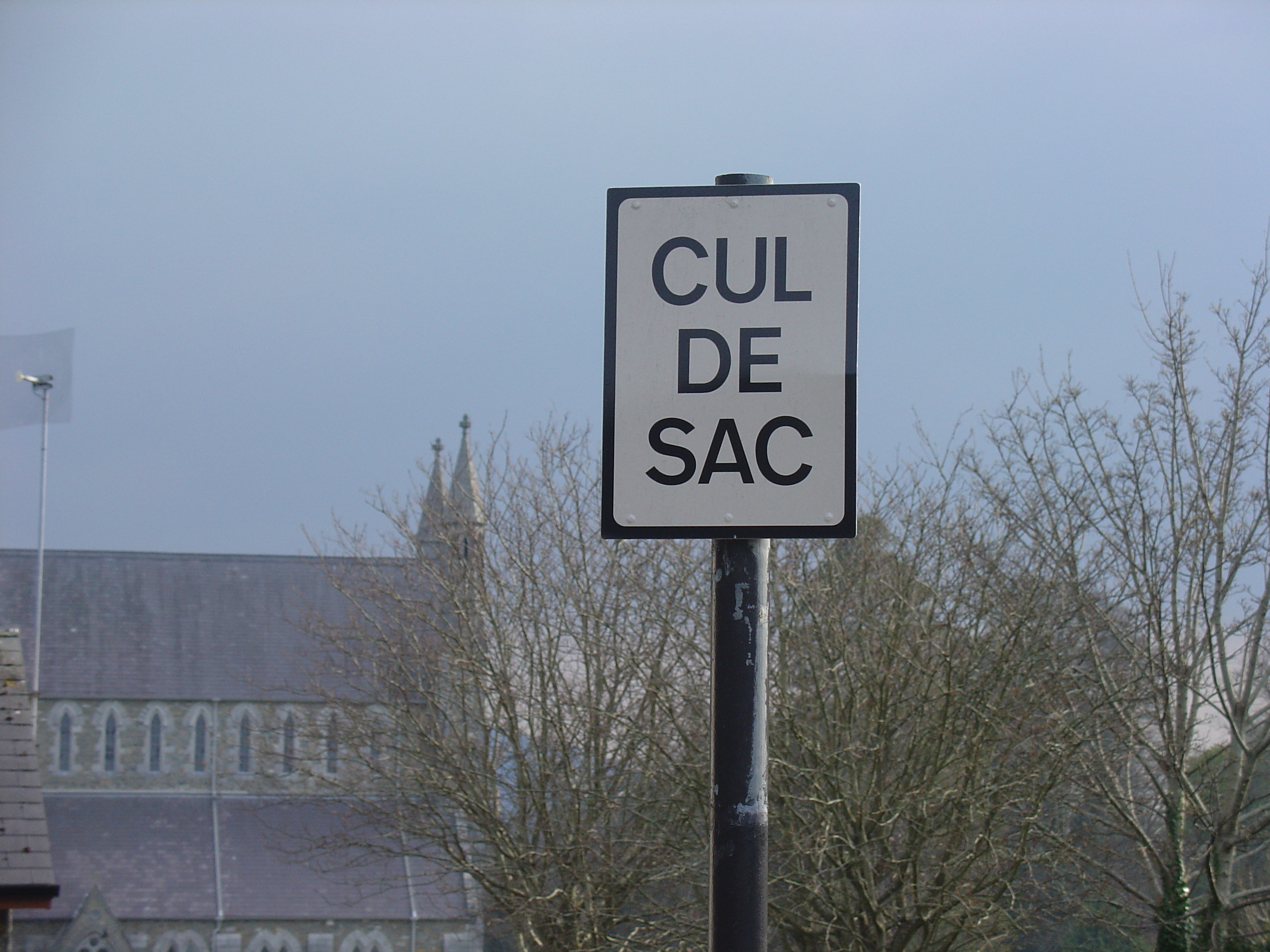
Знак тупика в Дубліні, Ірландія

### Проблеми безпеки руху
Тупики традиційно вважаються безпечнішими для дорожнього руху для дітей, ніж звичайні вулиці, але дослідження показують, що в районах з багатьма тупиками насправді спостерігається більш високий показник дорожньо-транспортних пригод із залученням дітей молодшого віку.
Цей підвищений ризик смерті пояснюється множиною факторів, зокрема:
- сім'ї, що живуть на тупикових вулицях, проїжджають більші відстані, щоб дістатися до пунктів призначення,
- батьки, що живуть на тупикових вулицях, проводять менше часу, навчаючи своїх дітей бути настільки обережними до дорожнього руху,
- підвищений ризик батьків випадково переїхати дітей перед власним будинком.

### Екологія, здоров'я та злочинність
Міські дизайнери, наприклад Фонду будування середовища у Великій Британії, критикують тупики за заохочення використання автомобільного транспорту навіть на невеликі відстані, оскільки геометрія тупиків перешкоджає більш прямим сполученням, що обумовлює необхідність довготривалого шляху. Це збільшує споживання палива та викиди транспортних засобів та негативно впливає на здоров'я за рахунок зменшення ходьби та їзди на велосипеді. Споріднені дослідження в США Річарда Джексона показали, що люди, які мають автомобілі, важать в середньому на 6 фунтів (2.7 кг) більше, ніж у традиційних містах (з відкритими сітковими мережами).
Широкий аналіз дослідницьких даних TRB, однак, показує лише зв'язок між побудованим середовищем та рівнями фізичної активності, а не причинно-наслідкові зв'язки. Докази також не визначають з упевненістю, які характеристики побудованого середовища найбільш тісно пов'язані з поведінкою фізичної активності. Дослідження також застерігає від плутання неадекватних фізичних навантажень із ожирінням, що є результатом енергетичного дисбалансу. Багато сучасних тенденцій способу життя, деякі неминучі (сидяча робота) та деякі, які можна уникнути (часте споживання їжі, багате енергією або перегляд телебачення [4 год/д]), сприяють розбалансуванню і повинні враховуватися при боротьбі з ожирінням.
Дефіцит непроникності типової тупикової вулиці можна усунути, застосувавши вдосконалену, покращену версію вулиці, згадану вище, яка дає можливість пішоходам та велосипеді рухатися. У той час як цю більш проникну версію можна легко застосувати в нових розробках, змінити існуючі непроникні вулиці культових місць є проблематичними, оскільки вони стикаються з проблемами власності. Однак в цьому напрямку докладаються зусилля. Через складний юридичний процес та велику кількість існуючих тупикових вулиць, це може бути повільним для отримання результатів і може мати незначний вплив на зміну ландшафту існуючих районів. І навпаки, перетворення існуючих вулиць, які є частиною сіткового плану, на проникні, пов'язані тупики, як це було зроблено в Берклі, штат Каліфорнія та Ванкувер, Британська Колумбія, фізично та адміністративно просте через публічну власність на узбіччя вулиць. Однак жителі сусідніх через дорогу будинків можуть обуритися потенційним збільшенням трафіку та затримкою процесу. У Берклі використовувані бар'єри використовувалися як для пішохідного, так і для велосипедного руху та стали основою системи велосипедних бульварів у цьому регіоні.
Збільшення прохідності для пішоходів і велосипедів може призвести до витіснення автомобільних поїздок на коротку відстань і, отже, до скорочення викидів транспортних засобів у сусідні райони. Непроникні тупики не лише перешкоджають ходьбі та їзді на велосипеді, але й збільшують тривалість поїздок на автомобілі завдяки схематичній геометрії дендритної мережі, до складу якої вони входять. Дослідження науковців вивчали вплив декількох змінних на кількість поїздок на автомобілі, які зафіксували жителі кількох типів районів. Результати між ними значно відрізняються, але існує загальна згода щодо низки ключових співвідношень: а) чим заможніша та більша сім'я — тим більше машин їм належить та чим більше вони їздять, б) чим далі від центра міста живе сім'я, і чим менше робочих місць в околицях плюс повільне автобусне обслуговування, тим більше вони їздять; в) вуличні схеми можуть додавати 10 % довжини до місцевих поїздок, але загальна кількість VKT більше впливає на «макро», міську, ніж «мікро» структуру мікрорайону.
Тупики, особливо ті, які також переривають пішохідні сполучення, а не обмежують лише дорожній рух, також піддаються критиці за негативний вплив на безпеку, оскільки вони зменшують кількість транзитних переміщень (автомобільних або пішохідних), які можуть виявити ДТП, злочин чи жертву, яка потребує допомоги. Прихильники тупиків та жилих комплексів під охороною, в свою чергу, заперечують, що зменшення кількості автомобільного руху робить будь-якого «незнайомця» набагато більш впізнаваним у закритому місцевому середовищі і, таким чином, зменшує небезпеку злочинності. Цей погляд, в свою чергу, характеризується як нереальний. Стверджується, що оскільки лише деякі з усіх немісцевих жителів, які проходять через територію, є потенційними злочинцями, збільшений трафік повинен збільшувати, а не знижувати безпеку.
Нові дослідження розширили дискусію щодо спірного питання. Недавнє дослідження зробило широкий просторовий аналіз і співвіднесло декілька будівель, план сайтів та соціальні фактори із частотою злочинів та визначило тонкі нюанси протилежних позицій. У дослідженні, серед іншого, було розглянуто: а) типи житла, б) щільність одиниці виміру (щільність ділянки) в) рух по вулиці, г) тупики або сітки та д) проникність житлового масиву. Серед її висновків, відповідно, є те, що: а) квартири завжди безпечніші, ніж будинки, і достаток мешканців має значення; б) густота загалом вигідна, але в більшій мірі на землі; в) місцевий рух вигідний, але рух в більшому масштабі не так сильно, d) відносна приналежність та кількість сусідів має більший ефект, ніж мешкати в тупику чи на магістралі. Також встановлено, що прості, лінійні тупики із великою кількістю житлових приміщень, до яких приєднані вулиці, як правило, є безпечними. Що стосується проникності, то передбачається, що житлові райони повинні бути проникними для забезпечення можливості руху в усіх напрямках, але не більше. Надмірне забезпечення недостатньо використаної проникності — небезпека злочину.
Більш загально, рух «Новий урбанізм» запропонував критику щодо тупиків та півмісяця (петлі), не призначених для з'єднання один з одним. Висловлюється думка, що такі макети вулиць можуть спричинити збільшення руху на вулицях колекторних вулицях. Визнано, що тупики та петельні вулиці по суті усувають автомобільний рух через них і обмежують доступ лише для мешканців. Трафік постійних жителів, зазвичай, спрямовується на незначні житлові колектори та на артеріали, які забезпечують міжміський та міжрайонний зв'язок. У дослідженні, повідомленому в 1990 році, порівняно з показниками руху в 700-акрів (2,8 км2; 280 га), розвиток, який був розроблений за допомогою двох підходів, одного з, і другого без ієрархії чи тупикових вулиць. Він зробив висновок, що неієрархічне, традиційне розташування, як правило, показує меншу пікову швидкість і коротші, більш часті затримки перетину, ніж ієрархічна структура. Традиційна структура не настільки сприятлива до тривалих поїздок, як ієрархічна, але сприятлива до коротких поїздок. Місцеві подорожі в ній коротші по відстані, але приблизно еквівалентні за часом з ієрархічною структурою. Пізніше, подібне порівняльне дослідження руху площею близько 830 акрів (3,4 км2; 340 га) зробило висновок, що всі типи макетів працюють в достатній мірі у більшості випадків використання землі та що вдосконалена ієрархічна, дентритна мережа може покращити ефективність руху.
Непідтверджені дослідницькі дані свідчать про те, що навігація (особливо пішки) в роз'єднаній мережі тупиків і петельних вулиць незручна та неінтуїтивна, особливо в поєднанні з криволінійною геометрією. Втрата орієнтації та почуття спрямованості також є поширеним досвідом як у старих містах із тупиковими вулицями (Медіна арабських міст або середземноморські міста), а також у містах із сильно неправильною геометрією кварталів та відповідними доріжками вулиць, які створюють лабіринтний ефект. Довга історія таких міст передбачає, що нерегулярна, складна вулична мережа, яка відвідувачеві виявляється цілком нерозбірливою, добре розуміється та використовується мешканцями. Більш переконливими щодо її працездатності для постійних мешканців є історії таких міст, як Регенсбург, які показують поступове перетворення імпортної або накладеної ортогональної, «розбірливої» сітки в традиційні «заплутані» вуличні мережі.
Тупики і петлі можуть зменшити розміри будь-якого району до однієї вулиці. Сусідство може бути визначене географічними межами, але частіше це загальні етнічні, соціально-економічні та культурні характеристики, які створюють соціальну згуртованість незалежно від зовнішніх фізичних «кордонів». Mehaffy et al. (2010), які пропонують модель структурування міської мережі, припускають, що мікрорайони не можуть бути спроектовані. «Громада» розглядається як динамічний соціальний та культурний конструктціонізм, особливо в сучасних, відкритих, мультикультурних містах. Конфігурація вулиць для житлових районів може сприяти її виникненню лише за рахунок зменшення руху та збільшення місцевого руху пішоходів; ціль дизайну, для якої підходять тупикові та петельні вулиці.

## Термінологія
Джордж Оруелл написав у своїй статті «Політика та англійська мова» 1946 року, що термін «тупик» — це інше іноземне слово, яке вживається в англійській мові як претензійна дикція і є зайвим.
Слово «тупик» та його синоніми або близькі синоніми «глухий кут» та «немає виходу» надихнули на вживання метафор у літературі та культурі, часто внаслідок чого слово чи фраза, яка, схоже, має негативний підтекст замінена на вуличних знаках. («Без розетки» — інша альтернативна назва, що використовується на вуличних знаках.)
Вираз тупик походить від французької, де спочатку означало «дно мішка». Вперше він був використаний англійською мовою в анатомії (з 1738 р.). Його використовували для тупикових вулиць з 1800 року англійською мовою (з 14 століття французькою мовою). Часто чута помилкова народна етимологія «дупа/дупа [сідниці] мішка» заснована на сучасному значенні куль у французькій, каталонській та окситанській мовах, але культ не має цього значення в культовій деспірації, яка є в сучасній французькій мові і досі використовується для позначення тупиків, хоча терміни impasse і voie sans issue частіше зустрічаються в сучасній французькій мові.
Дж. Р. Р. Толкін використовував ім'я Шир як переклад «культовий мішок», щоб жартувати англійською мовою, використовуючи французькі терміни.

### Канада
У Канаді «тупик» зазвичай використовується в мовленні, але «немає виходу» або «немає скрізної дороги» частіше зустрічається в дорожніх знаках, особливо в західній частині Канади. У Квебеку та Ньюфаундленді «тупик» набагато частіше використовується, хоча натомість у Квебеку все частіше використовується «Імпас».

### Австралія
В Австралії тупикові вулиці позначаються знаками, так, як їх часто називають «Без дороги». Суфікси для цих типів вулиць включають «суд», «закрити» або «місце». Термін «тупик» взагалі стосується лише досить короткої вулиці з цибулинним кінцем або навіть лише до кінця. Довгу дорогу, яка є непрохідною дорогою і різко закінчується, зазвичай називають тупиком.

### Нова Зеландія
У Новій Зеландії тупикові вулиці іноді позначаються знаком «Без виходу», але часто взагалі не позначаються. Терміни «тупик» і «глухий кут» мають ті ж самі сенси, що і в Австралії.

### Сполучені Штати

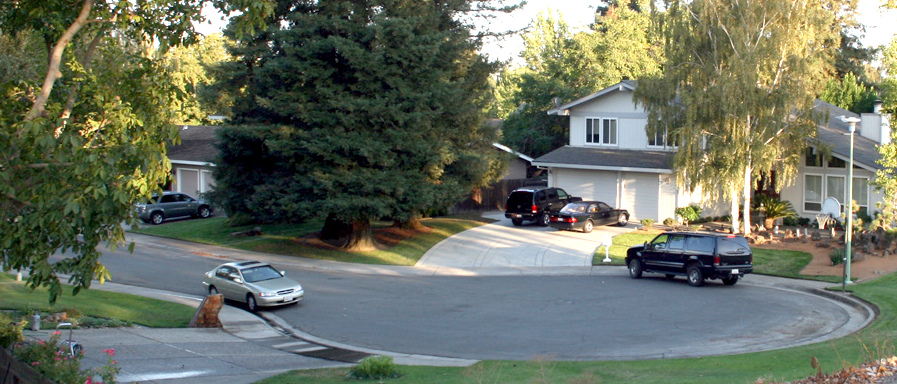
Тупик в Сакраменто, Каліфорнія

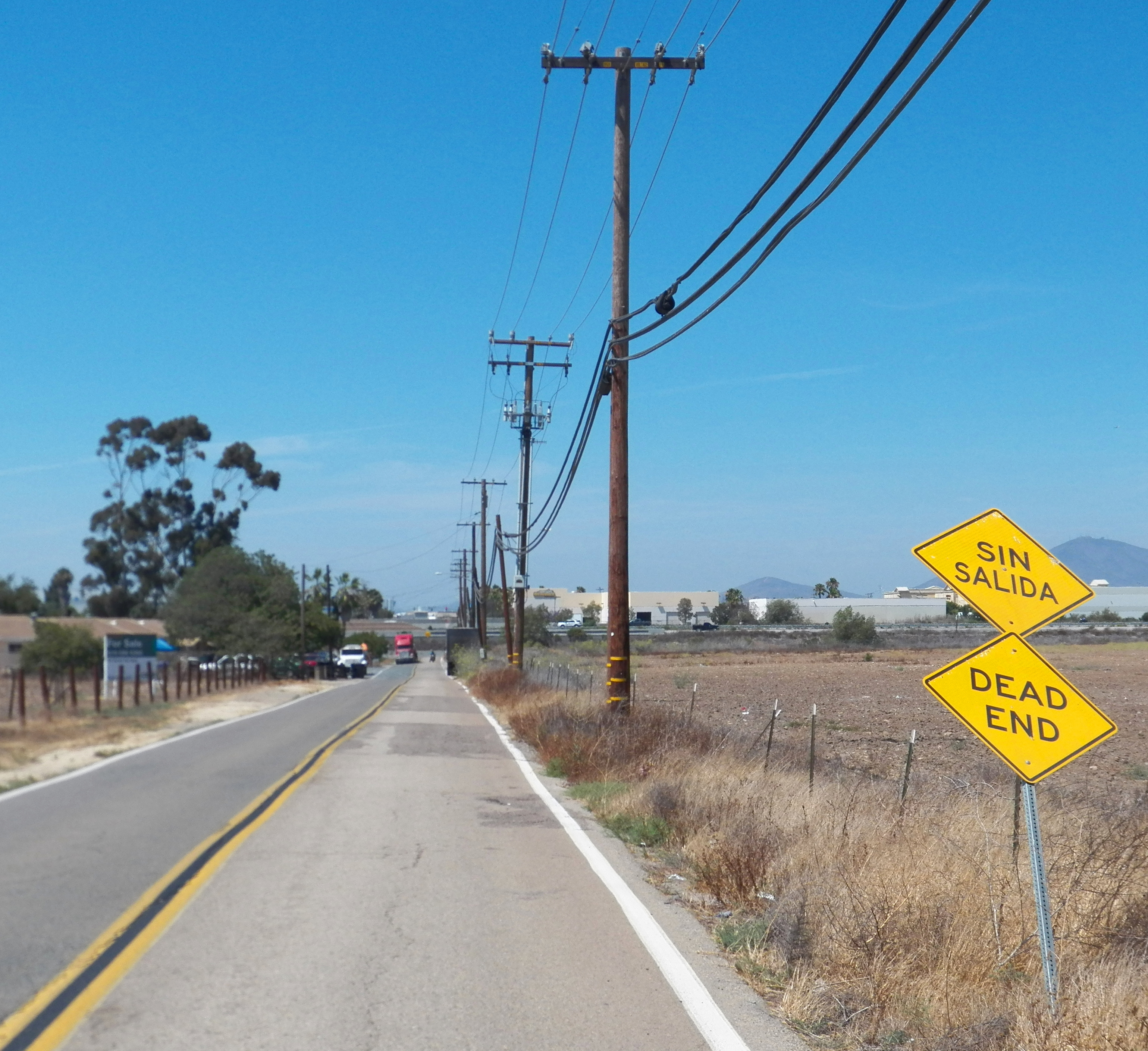
Знак тупика англійською та іспанською мовами в Otay Mesa, San Diego

Правила Федеральної адміністрації автомобільних доріг США стверджують: «Знак „Тупик“ може використовуватися на в'їзді на одну дорогу або вулицю, яка закінчується в тупик або в глухий кут. Знак „немає виїзду“ може використовуватися на в'їзді в дорогу або дорожню мережу, з якої немає іншого виходу». Не існує федерального регулювання щодо «немає виходу».
Знак «немає виходу» також переважає в Чикаго, хоча там ще використовується «тупик». Нью-Йорк виступає за «глухий кут» з принаймні 1930-х років, коли Сідні Кінгслі використовував цю фразу, щоб назвати свою бродвейську п'єсу про бідних, жорстких молодих людей з Іст-Сайду з безперспективними життями, на відміну від тупиковими вулицями сусіднього мікрорайону Саттон-Плейс. (Аналогічно, французький екзистенціаліст Жан-Поль Сартр назвав п'єсу про трьох проклятих грішників Хуїса Клоса, перекладену англійською мовою як «Без виходу».) П'єса Кінгслі пізніше перетворилася на фільм «Мертвий кінець», який виявився настільки популярним, що породив подібні фільми, багато в яких зняли групу повторюваних персонажів, відомих як «Мертві кінці». Вистава та фільми створили настільки сильний образ похмурого майбутнього та несправедливого суспільства, що деякі муніципалітети змінили знакову термінологію на культурологічну, часто на «немає виїзду» або «без виходу». (Знаки «глухий кут», які зараз перебувають на Sutton Place, яскраво-жовті з чорними літерами.)
У Нью-Йорку станом на 2008 рік було 4659 знаків дорожнього руху, а також 160 знаків «немає виходу». Міські записи, що відносяться до 1960-х років, показують лише пару знаків «немає виходу», які вже існували біля підходів до тунелю в Мідтауні, і яких вже немає. «Ми чуємо, що в деяких містах використовується „немає виїзду“ замість „тупика“, тому що вони вважають, що це звучить менш хворобливо», — заявила комісар з питань транспорту Нью-Йорка Джанетт Садік-Хан у 2008 році. «Ми говоримо правду Нью-Йорку: це „тупик“, і ми думаємо, що автомобілісти це швидко зрозуміють».
Каліфорнія використовує знак «не наскрізна вулиця» або «не наскрізна дорога» для позначення доріг або дорожніх систем, які закінчуються тупиком. Зовсім недавно на деяких знаках також не було показано «нема виїзду» (наприклад, проспект Майєрса на південь від вулиці Еврика в районі Соснових пагорбів).

### Інше використання
За військовими формулюваннями, «тупик» позначає ситуацію, коли армія «оточена з усіх боків, але ззаду» . «Тупик» також використовується метафорично для позначення лінії думки чи дії, яка нікуди не веде.
У медицині цей вираз використовується для позначення прямокишкової-маткової заглибини, також відомої як мішок Дугласа, найглибшої точки жіночої перитонеальної порожнини.

## Знаки

Міжнародний знак (більшість країн використовують цей знак)

Австралія та Філіппіни
Австрія
Країни СРПА (Ботсвана, Лесото, Малаві, Мозамбік, Намібія, ПАР, Есватіні, Танзанія, Замбія, Зімбабве )
Бразилія
Канада (Онтаріо)
Канада (острів Принца Едуарда)
Канада (Квебек)
Ірландія
Нова Зеландія
Об'єднані Арабські Емірати
Сполучені Штати
Сполучені Штати (нема виїзду) *[служить попередженням перед в'їздом до мікро району, що є йому єдиним виїздом і де є інші вулиці]
Сполучені Штати
Сполучені Штати (не проїзна вулиця)